# Indicateur menu
Indicator exilis
Espèce
Statut de conservation UICN

 LC  : Préoccupation mineure
L'Indicateur menu (Indicator exilis) est une espèce d'oiseau de la famille des Indicatoridae.
Son aire s'étend principalement à travers l'Afrique équatoriale.

## Liste des sous-espèces
- Indicator exilis poensis Alexander, 1903 — Bioko :
- Indicator exilis exilis (Cassin, 1856) — de la Casamance au nord-ouest de la Zambie ;
- Indicator exilis pachyrhynchus (Heuglin, 1864) — de l'est de la RDC à l'ouest du Kenya.